# فیرکت

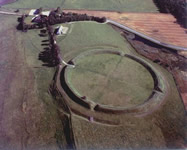
نمای هوایی دژ مدور وایکینگی فیرکت. هندسه دایره‌ای شکل آن نمایان است.

فیرکت (دانمارکی: Fyrkat) یک دژ مدور وایکینگی پیشین در دانمارک است که پیشینه آن به سال ۹۸۰ میلادی می‌رسد. این دژ در نزدیکی شهر هوبرو واقع شده‌است. این دژ در زمینی باریک ساخته شده‌است که یک سوی آن جوی و در سوی دیگر آن منطقه باتلاقی است. این دژ می‌توانست رفت و آمد راه اصلی میان آلبور و آرهوس را کنترل کند.